# 希特勒只有一个蛋
《希特勒只有一顆蛋》（Hitler Has Only Got One Ball）是英国在二战期间流行的一首丑化纳粹德国领导人希特勒及纳粹高层的歌曲。这首歌曲起源已经难以考证，一说为英国政府的宣传家Toby O'Brien所创作。此歌曲的内容是对几个著名的纳粹领导人进行各种关于睪丸畸形的人身攻击。
此歌曲利用了《柏忌上校進行曲》的曲调。填词总共四句，其中流传最广的版本是这样的：
希特勒只有一顆蛋 / Hitler has only got one ball

戈林有两個，但都非常小 / Goring has two but very small

希姆莱情况很相似 / Himmler has something similar

可怜的老戈培尔则一粒都没有 / Poor Old Goebbel has no balls at all
在实际演唱中，后两句由于押韵的原因基本不会变，“希特勒”和“戈林”的名字则可以即兴调换，即也可以是“戈林只有一顆蛋，希特勒有两顆但很小”。这种版本不如前者有气势和流行，但却有一定事实依据，因为戈林的下体确实在啤酒馆暴动中受过伤，可能造成睾丸創傷，而睪丸過小却是更加普遍的情况。在北非作战的英军，有时会把“戈林”替换成“隆美尔”来泄愤。
这首歌曲作为战时宣传，格调粗俗，内容瞎编乱造但流传甚广。以至于后来出现了很多关于希特勒确实只有一顆蛋的生理传言，有说是天生的，有说是来源于一战战伤。由于希特勒早已死亡且被毁尸灭迹，这些传言根本无法核实，亦没有医疗档案或與希特勒有关的人物直接出来作证。因此普遍认为，这类都會傳說只是受到本歌词启发的杜撰。
電影《拉貝日記》中有約翰·拉貝與美國醫師羅伯特·威爾遜在酒酣耳熱之時頌唱此歌一幕，但此屬嚴重考證錯誤，因南京大屠殺事發於1937年12月，早於本歌創作發表的1939年8月近兩年之久。

## 外部連結
- The Colonel Bogey March MIDI file Portuguese Web Archive的存檔，存档日期2016-05-16
- Did Hitler have only one testicle? （页面存档备份，存于） from The Straight Dope
- A British Soldier Remembers, songs and lyrics of 第二次世界大战
- Weebls Stuff: On The Moon 2 （页面存档备份，存于） Reference to Hitler's missing left testicle
- NY Times: Insane or Just Evil? A Psychiatrist Takes a New Look at Hitler